# Mapa Topográfico Nacional 1:25000 impreso

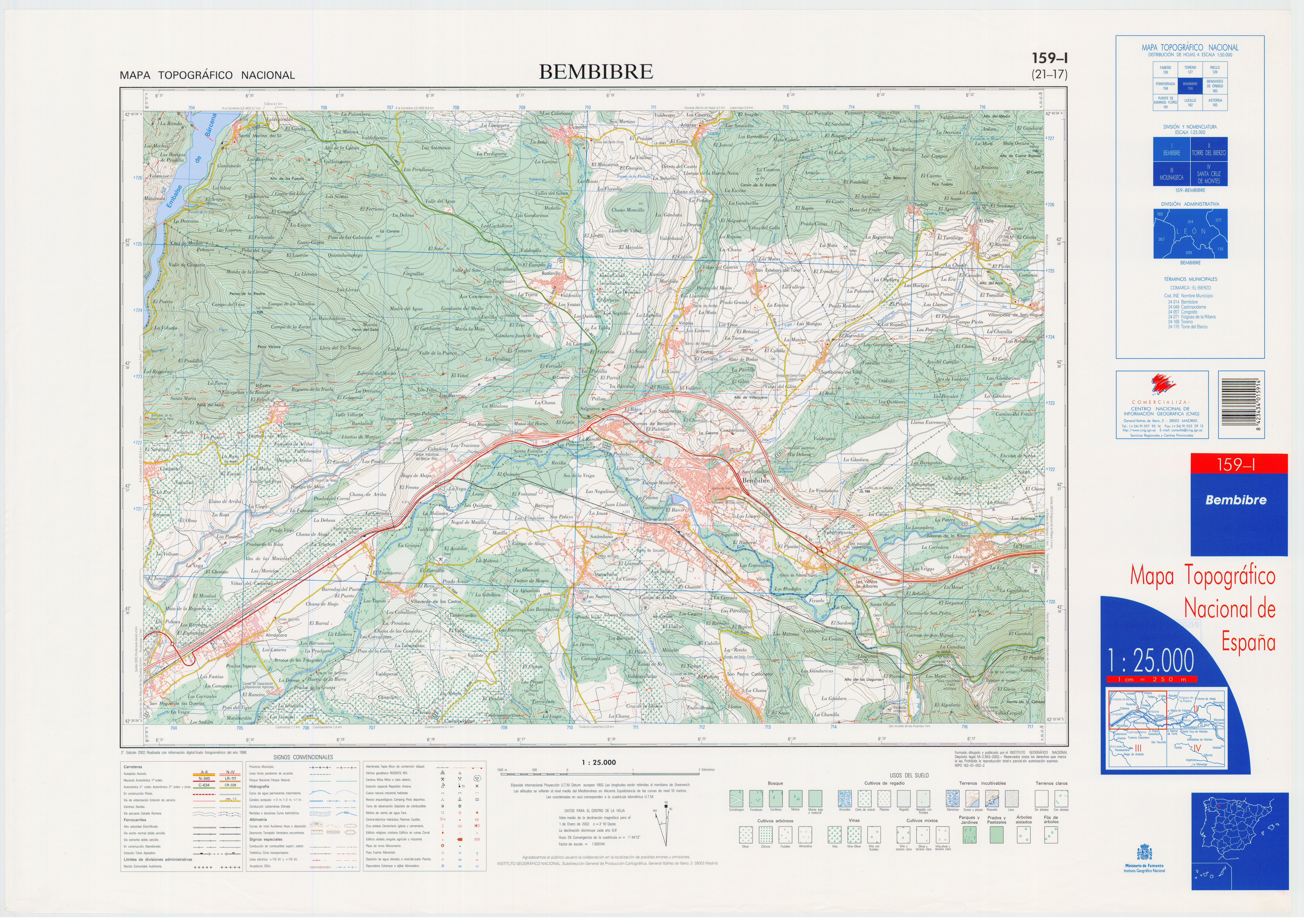
Hoja 0159c1 del MTN25 (Bembibre), en su 2.ª edición (2002)

MTN25, acrónimo de Mapa Topográfico Nacional 1:25 000, es el conjunto de datos geográficos, producidos por el Instituto Geográfico Nacional (IGN), que conforman el Mapa Topográfico Nacional de España, escala 1:25.000, que se obtiene por procesos directos de observación y medición de la superficie terrestre. Constituye, junto con el MTN50, la cartografía básica oficial de España.

Hoja especial de Madrid del MTN25, en su 1.ª edición (1982)

El MTN25 consta, a fecha de octubre de 2017, de 4098 hojas en formato vectorial y 4 102 en formato raster, hojas de 5' de latitud por 10' de longitud, una distribución que hereda el cuadro de distribución del MTN50, con cada una de sus hojas divididas en cuatro cuartos que se identifican con números romanos, cobertura con ligeras modificaciones con hojas que ocupan muy poco territorio.
La composición, en capas temáticas, está regida por la Ley 14/2010, de 5 de julio, sobre las Infraestructuras y Servicios de Información Geográfica en España (LISIGE), la cual transpuso al ordenamiento jurídico español la Directiva 2007/2/CE (INSPIRE).

## Composición
Además del contenido cartográfico específico, el MTN25 se compone del marco y de los exteriores, con especificación de las coordenadas en el marco, el título, el número de hoja, el cabecero, la contraportada y la leyenda, una composición diseñada para su edición como mapa en formato papel, plegable y tipo bolsillo.

## Sistemas de referencia
Los Sistemas Geográficos de Referencia (SGR) de representación del MTN25 son los siguientes:
Península y Baleares:
- Elipsoide internacional (Hayford, 1924)

- Datum Europeo 1950 (ED50)

- Origen de longitudes: Greenwich

- Proyección: UTM, husos 29, 30 y 31

Con motivo del Real Decreto 1071/2007, se establece como nuevo Sistema Geodésico oficial de Referencia (SGR) en la península y Baleares con
- Elipsoide: SGR80

- Datum: ETRS89

A partir del 2015, toda la información cartográfica oficial deberá estar georreferenciada a este sistema, con la especificidad de Canarias, que lo será en:
- Elipsoide SGR80

- Datum REGCAN95

- Origen de longitud: Greenwich

- Proyección: UTM, huso 28.

## Nomenclatura
Numeración
Cada Hoja 1:25 000 resulta de la división en cuatro cuadrantes de la correspondiente hoja 1:50 000, de la que toma su numeración, añadiendo un sufijo I, II, II o IV (c1,c2,c3,c4) en el orden que se señala.
| I   | II |
| III | IV |

La numeración comienza en la primera hoja, norte y oeste de la península ibérica, con número 0001, numeración que continúa en bandas horizontales, de oeste a este, hasta el fin del territorio en el este, comenzando una nueva banda inferior en el oeste.[cita requerida]
La numeración consecutiva puede orientar sobre los territorios laterales, no así sobre los superiores o inferiores, pues no se trata de una cuadrícula estricta, con número de celdas uniforme, sino que viene determinada por las formas de la península ibérica.
Así, como ejemplo, las tres primearas hojas –0001, 0002 y 0003– cubren las Rías Altas, Estaca de Bares, iniciando la hoja 0005 una nueva franja, en la proximidades –norte– de La Coruña.
Nombre
Cada hoja 1:50.000 se nombra en función de la población más destacada que se incluye en dicha hoja.[cita requerida] Este nombre se deriva en el MTN25, siendo, por ejemplo, MTN25-0159c1-1977-Bembibre-I y , sucesivamente, Bembibre II, Bembibre III y Bembibe IV. A partir de un momento (por determinar) las hojas 1:25.000 también asumen el nombre de la población significativa, como MTN25-0159c1-2002-Bembibre, MTN25-0159c2-2002-Torre del Bierzo, MTN25-0159c3-2002-Molinaseca y MTN25-0159c4-2002-Santa Cruz de Montes.

## Buscar o localizar
Buscar, encontrar y localizar el área de interés en la cartografía puede resultar, a veces, un problema complejo, aunque existen herramientas que facilitan esta operación, entre ellas:
- http://centrodedescargas.cnig.es/CentroDescargas – dispone de un buscador, una herramienta asociada con distintos recursos disponibles, que informa de la numeración del mapa que contiene el área de interés, por provincia, topónimo o nombre relacionado o número de hoja, proporcionando una  numeración, por ejemplo, 159-1 BEMBIBRE, numeración que permite una búsqueda, en forma de MTN25-159, en Commons MTN25 printed.
- Cuadrícula MTN50 permite, sobre un mapa de España, la localización del número correspondiente de la hoja 1:50.000 el cual, en divisiones por cuadrantes, corresponde al MTN25. Así, la codificación 0159, correspondiente al MTN50, da lugar a 0159c1, c2, c3 y c4 o I, II, II y IV seguido del nombre de la población de mayor importancia contenida en la hoja, resultando el nombre del cuarto de la hoja.

## Disponibilidad
- El CNIG, en su centro de descargas, posibilita el acceso y descarga del MTN25, en modos papel y digital en distintos formatos, bajo una licencia CC-BY-4.0.[3][4]

- El formato digital, con base en el MTN25 para impresión escaneado y modo raster, se encuentra disponible en Commons MTN25 printed, un recurso apto para su uso en los entornos Wikimedia, en artículos Wikipedia.